# Aliabad-e Faghih Mahalle
Aliabad-e Faghih Mahalle (perski: علي اباد فقيه محله) – wieś w Iranie, w ostanie Mazandaran. W 2006 roku liczyła 133 mieszkańców w 41 rodzinach.